# 陆道逵

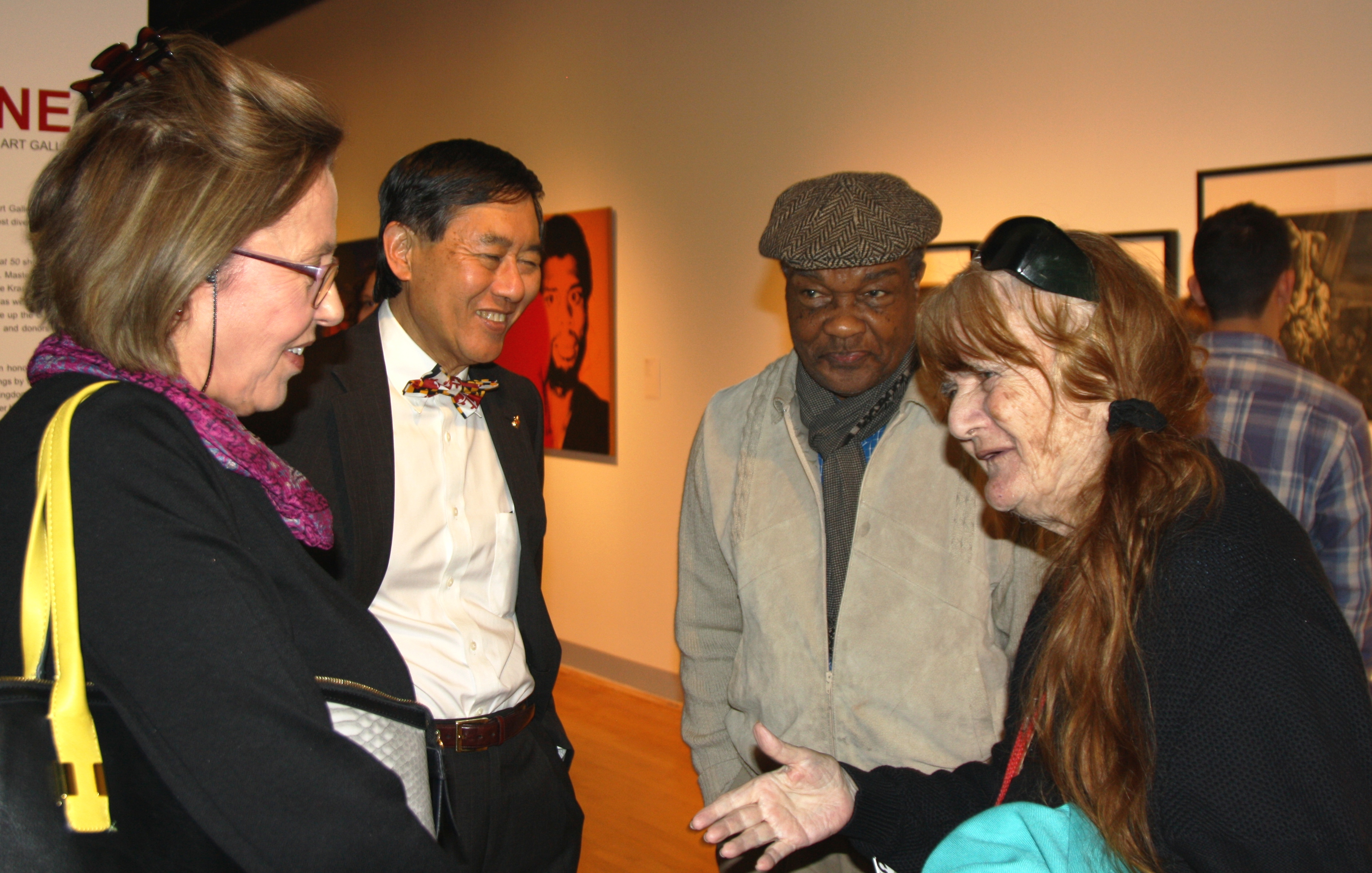
2016年2月24日在马里兰大学学院市分校美术馆参加50周年庆典，左边是夫人芭芭拉和两位学校教授

陆道逵 （英語：Wallace Dao-kui Loh，1946年—），美籍华人，2010年担任马里兰大学学院市分校创校150多年以来首任华裔校长。

## 生平
1946年出生在中国上海一个大户人家，他的祖父在上海市中心拥有五处房产，作为家中的独孙，陆道逵理所当然是大笔财产的继承人。但危机在陆道逵4岁时（1949年）到来，该年共产党取代了国民政府的位置。作为国民政府的一名外事工作者，陆道逵的父亲很可能会被处决。（此出处存疑，若面临处决，则大概率此外事工作者实为汪伪政府外事人员，抑或实为特务）故此，幼年的陆随父母前往秘鲁利马寻求庇护。之后到美国求学，在格林内尔学院完成本科生涯，硕士毕业于康奈尔大学，博士毕业于密歇根大学。并在耶鲁大学获得法律学位。之后在华盛顿大学法学院担任院长，科罗拉多大学博尔德分校担任副校长，在西雅图大学担任院长，在爱荷华大学担任教务长，目前在马里兰大学学院市分校担任首任华裔校长。
2012年杨舒平争议事件：马里兰大学的中国毕业生杨舒平在毕业演讲台上大放厥词，面带自信的微笑讲出十分过激的言论，这让当时与其在同一学校的中国留学生，都感到十分尴尬，气愤不已。其“空气香甜”言论令人不齿。但马里兰大学的华裔校长陆道奎却表示十分欣赏这次演讲，丝毫没有觉得杨舒平的说辞有任何不妥之处。

## 荣誉
- 美国文理科学院院士
- 美国教育委员会董事会
- 美国审计咨询委员会
- 美国移民理事会第16届年度移民成就奖获得者